# Skeppsvik, Umeå kommun
Skeppsvik är ett samhälle i Umeå kommun, beläget vid den yttre delen av Sävarfjärden 12 km söder om Sävar. Samhället var ursprungligen en lastageplats men är nu framför allt ett fritidshusområde och utflyktsmål.

## Lastageplats
Skeppsvik tillkom som lastageplats för Sävars sågverk när detta anlades av familjen Forssell 1787. Lastageplatsen placerades på den norra delen av Hällskäret, hörande till Sävars by. Vid sågverket i Sävar lades de färdiga bräderna och plankorna samman till stora buntar som flottades på Sävarån och vidare ut till Skeppsvik. Där lades sedan virket upp i brädgården på Gergrundet för att torka.
Sedan familjen Forssell 1804 kompletterat sågverket med ett järnbruk fraktades även de färdiga järnvarorna till Skeppsvik på brädflottarna för vidare utskeppning.
Patron Forssell uppförde sitt sommarresidens i Skeppsvik. Arbetarbostäder fanns vid Hällan och på ön Punkten.
År 1888 brann brädgården i Skeppsvik, vilket ledde till att sågverket lades ned. Eftersom verksamheten vid järnbruket redan hade upphört förlorade lastageplatsen i Skeppsvik sin funktion. En del av brädgårdsarbetarna flyttade därefter tillsammans med sin förman till Sandvikssågen i Holmsund, som vid denna tid ingick i samma bolag.

## Skeppsvarv
På 1840-talet flyttade familjen Forssell sitt skeppsvarv från Teg i Umeå till Skeppsvik. Varvet tycks ha stått färdigt 1848, och det var då namnet Skeppsvik kom till. Åtminstone tre fartyg byggdes här. Det första var barkskeppet Anne-Charlotte på 172 svåra läster eller drygt 400 ton, som sjösattes 1849. Det andra var skonerten Säfvar om 88 svåra läster eller drygt 200 ton, som sjösattes 1855. Det tredje och största fartyget var Lizzy som vägde 208 svåra läster eller drygt 500 ton.

## Flottläggning av timmer
Sedan både lastageplatsen och skeppsvarvet lagts ned begränsades verksamheten i Skeppsvik till flottläggning av timmer. Det timmer som flottades nedför Sävarån buntades samman här och drogs sedan iväg av bogserbåtar, framför allt till Sandvikssågen i Holmsund, eftersom Sandviks ägare övertagit Sävar bruk och dess skogar. Flottläggningen i Skeppsvik pågick fram till 1951, då flottningen på Sävarån upphörde.

## Skeppsvik idag
Skeppsviks herrgård finns kvar och är numera restaurang och konferensanläggning. I närheten finns ett fritidshusområde med närmare 100 hus.
Lämningar efter den tidigare verksamheten finns i anslutningen till herrgården samt söder därom på norra delen av Hällskär (raä Sävar 125).

## Skeppsviks skärgård

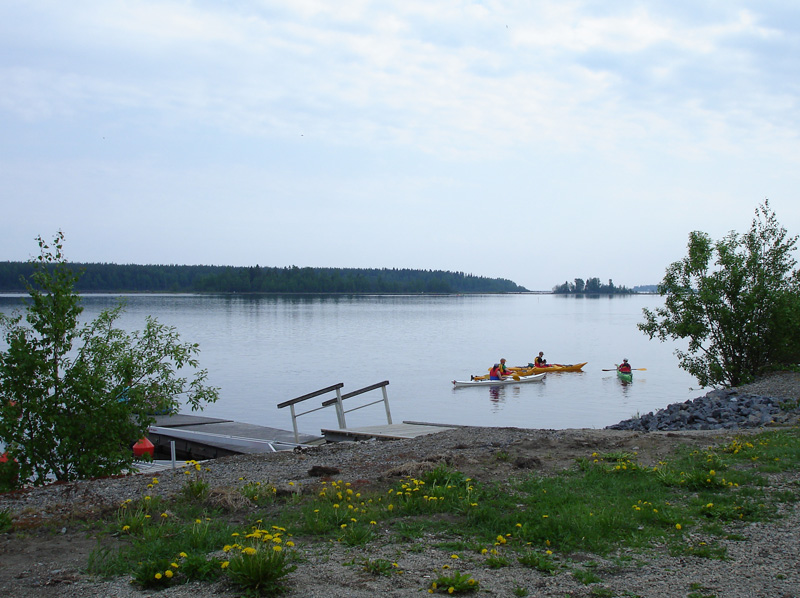
Skeppsviks skärgård utanför herrgården.

Skeppsvikens skärgård är Sveriges mest utpräglade drumlinskärgård. Drumliner är långsträckta låga moränryggar som bildats under den senaste istiden. Här finns tydliga mönster som bildats när inlandsisen dragit sig tillbaka. Skärgården är mycket grund och stenig och upplevs därför bäst i kajak eller på långfärdsskridskor eller skidor.
Stora delar av Skeppsviks skärgård ingår i ett 500 hektar stort naturreservat. Här finns ett rikt fågelliv med bland annat fiskgjuse, havsörn, dvärgmås, rödbena, roskarl och strandskata. På ön Bjuren, längst ut i skärgården, finns riktigt gammal barrskog som nästan inte påverkats av människan. Öns östra sida domineras av klapperstensfält och hällmarker. I ett av klapperstensfälten finns en stenlabyrint.
På den gamla lastageplatsen växer flera ruderatväxter som kommit dit med fartyg, bland annat nicktistel och stor sötväppling. På Hästskäret finns Norrlands enda kvarvarande lokal av liten kardborre.